# Classe Fubuki
La classe Fubuki (吹雪型駆逐艦?, Fubukigata kuchikukan), indicata dall'Impero giapponese anche come Tipo speciale (特型?, Tokugata), era formata da venti cacciatorpediniere di squadra. Armate con sei pezzi da 127 mm in torrette chiuse, nove tubi lanciasiluri da 610 mm e spinte da potenti macchine, queste unità rappresentarono un notevole passo in avanti e rivoluzionarono il concetto di cacciatorpediniere in tutto il mondo come nave eminentemente offensiva. Tuttavia, a dispetto dell'apparenza massiccia, la classe soffrì di problemi di stabilità a causa della concentrazione di armi e munizioni su uno scafo dal dislocamento relativamente contenuto, oltreché per gli incipienti pesi in alto. Dopo alcuni gravi incidenti in mare, tutte le navi furono ampiamente irrobustite e modificate tra 1935 e 1938.
Al momento dell'inizio delle ostilità nel Pacifico i Fubuki formavano le divisioni 7ª, 11ª, 12ª, 19ª e 20ª, eccettuati il Miyuki (perduto nel 1934), l'Usugumo, in riparazione per gravi danni arrecati da una mina nel teatro di guerra cinese, e infine l'Oboro, assegnato a guardia delle portaerei Shokaku e Zuikaku. I Fubuki confermarono le aspettative e contribuirono alla serie di grandi vittorie tra il dicembre 1941 e il maggio 1942, combattendo nella battaglia del Mare di Giava e in altri scontri minori; gli unici due esemplari perduti furono da ascriversi all'azione di un idrovolante (Shinonome) e di un sommergibile olandesi (Sagiri). In seguito alla battuta d'arresto segnata dalla battaglia delle Midway d'inizio giugno 1942, i Fubuki furono pesantemente coinvolti nella campagna di Guadalcanal e cominciarono a dimostrare difetti: uno su tutti la carente contraerea di bordo, quindi la mancanza di radar efficienti e la modesta capacità di contrasto ai sommergibili. La campagna provocò la distruzione di alcune unità, compresa la capoclasse Fubuki affondata nella battaglia di Capo Speranza nell'ottobre 1942.
Dall'inizio del 1943 gli esemplari superstiti, che cominciavano a cedere i posti in prima linea a classi più moderne e purtuttavia nate sulla falsariga dello stesso progetto, iniziarono a incrementare l'equipaggiamento antiaereo e antisommergibile e selezionate navi ebbero anche apparati radar, per lo più nel 1944. Ciononostante i cacciatorpediniere continuarono a essere vittima dei battelli sottomarini e dell'attiva aeronautica statunitense (imbarcata, dei marine, basata a terra), e neppure la profusione di cannoni e mitragliatrici servì a contenere le perdite. Nel 1944, ormai demandati a compiti di scorta e pattugliamento nelle retrovie, i Fubuki parteciparono solo marginalmente alle ultime disperate battaglie e furono falcidiati da velivoli e sommergibili nemici. Solamente l'Ushio, malridotto da un'incursione aerea a Manila e trainato in Giappone, si trovava ancora a galla al momento della resa dell'Impero nipponico. Fu demolito nel 1948.

## Progetto
Al termine della prima guerra mondiale la Marina imperiale giapponese aveva iniziato a fare entrare in servizio i cacciatorpediniere di nuova generazione classe Minekaze, che ponevano l'accento sull'armamento silurante e una grande velocità. Tale via continuò a essere percorsa con la successiva classe Kamikaze e quindi con la classe Mutsuki del 1923, che introdusse inoltre tubi di lancio di 610 mm di calibro (superiore a qualsiasi altro nelle marine militari coeve): ciò si era necessario per tentare di controbilanciare gli effetti del trattato navale di Washington del febbraio 1922, il quale poneva un severo limite alla costruzione e dislocamento di navi da battaglia e incrociatori da battaglia e che, dunque, metteva in condizioni d'inferiorità la Marina nipponica nei confronti della United States Navy e della Royal Navy. Mentre veniva ordinata la fabbricazione dei Mutsuki come misura d'emergenza, nell'ottobre 1922 fu messo allo studio un progetto di grande cacciatorpediniere oceanico (2030 tonnellate standard) capace di alte velocità, di ospitare un pesante arsenale offensivo e di affrontare lunghe navigazioni nell'Oceano Pacifico; successive discussioni diminuirono il dislocamento standard a 1778 tonnellate, a patto di mantenere la stessa potenza di fuoco. Il progetto fu rifinito per la metà degli anni venti e approvato nel 1926.

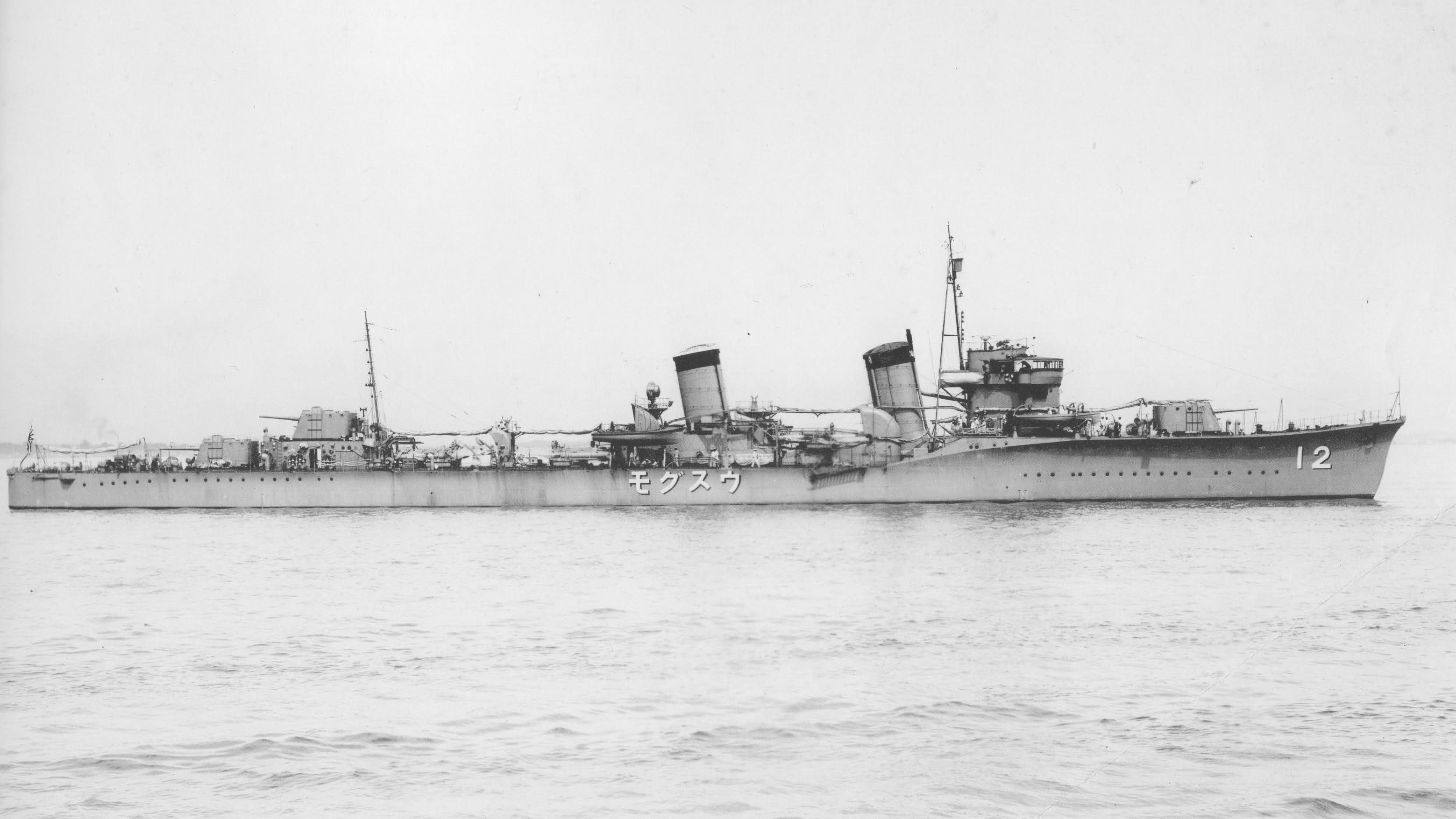
LUsugumo mostra, in questa immagine, il profilo tipico dei Fubuki appena immessi in servizio

Il nuovo modello di cacciatorpediniere, pilastro per la nuova "classe Fubuki di cacciatorpediniere oceanici di prima classe" e presto identificato dai giapponesi come "Tipo speciale" (Tokugata) a riprova della sua innovatività, si scostava nettamente dai predecessori per l'eliminazione dell'insellatura prodiera, il prolungamento del castello di prua sino alla torre di comando compresa e il suo innalzamento di un ponte, allo scopo di moderare le interferenze dovute al mare grosso. L'artiglieria fu aumentata di numero e racchiusa in impianti corazzati e furono previsti tre apparati di tubi lanciasiluri. Il maggiore spazio a bordo permise di installare macchine più potenti e di incrementare inoltre la scorta di combustibile. Fu comunque mantenuta la tipica prua profilata a "S" introdotta con i Mutsuki, sebbene in una forma più allungata e svasata; il disegno dello scafo fu ripensato per garantire la migliore navigabilità e tutta la parte dietro il primo fumaiolo fu, anch'essa, leggermente svasata. Infine il ponte di comando a pianta semicircolare fu ingrandito, innalzato, completamente chiuso e dotato di finestre in vetro. La classe fu ordinata in ventiquattro esemplari e in corso di produzione furono adottati svariati cambiamenti, che la suddivisero in tre gruppi principali: il gruppo I (dieci unità) adottava fumaioli a pianta circolare e, ai loro fianchi, quattro vistose condutture d'aria che servivano l'apparato motore. Il gruppo II (dieci navi) montava fumaioli più squadrati, integrava le condutture nella piattaforma degli stessi ed ebbe un secondo livello al ponte di comando, oltre a cannoni capaci di un alzo elevato per fungere da contraerea pesante. La transizione era avvenuta con lo Uranami, decimo esemplare del gruppo I, che però aveva mantenuto i cannoni originali. Il gruppo III di quattro unità, siccome dotato di un nuovo impianto propulsore, fu costituito nella classe Akatsuki a sé stante.
A cominciare dall'entrata in servizio, nel 1928, i Fubuki stupirono le potenze navali dell'epoca. Erano navi di natura prettamente offensiva, capaci di combattere con efficienza anche di notte; le avanzate e specializzate caratteristiche le ponevano in netto vantaggio rispetto ai loro omologhi europei e statunitensi di circa dieci anni: nessun altro cacciatorpediniere era loro paragonabile (eccetto forse i conduttori) per dimensioni, velocità, potenza di fuoco e capacità di navigazione e dettarono un nuovo standard costruttivo per l'intera categoria. In particolare, nella Marina imperiale, i Fubuki superarono prestazioni e armi degli incrociatori leggeri in servizio e furono l'archetipo per diverse classi successive, rimanendo peraltro unità di valore anche ben dentro la guerra in Estremo Oriente e nel Pacifico.

## Caratteristiche generali

### Scafo e dotazioni
I cacciatorpediniere tipo Fubuki presentavano una lunghezza tra le perpendicolari di 111,86 metri, alla linea di galleggiamento di 115,30 metri e una lunghezza fuori tutto di 118,41 metri; la larghezza massima dello scafo era cresciuta a 10,36 metri rispetto alle classi precedenti e il pescaggio arrivava a 3,20 metri. Il dislocamento standard richiesto era di 1778 tonnellate ma, nel corso delle prove in mare, ci si avvide che era superiore di circa 200 tonnellate rispetto a quanto preventivato; a pieno carico il dislocamento ascese a ben 2090 tonnellate. Al momento dell'entrata in servizio ogni nave aveva un equipaggio di 197 tra ufficiali, sottufficiali e marinai.
Lo scafo era abbastanza spazioso da poter ospitare vicino ai fumaioli tre lance di salvataggio in fasciame, due sul lato di destra e una sul lato di babordo: ciascuna era appesa a un proprio argano. Le alberature consistevano in un albero prodiero a tripode, sito dietro la torre di comando, e in un albero di maestra a palo singolo che si elevava a poppavia. Al centro dello scafo, immediatamente dietro il secondo fumaiolo, era stata inchiavardata una piattaforma circolare ospitante un proiettore da ricerca da 90 cm.

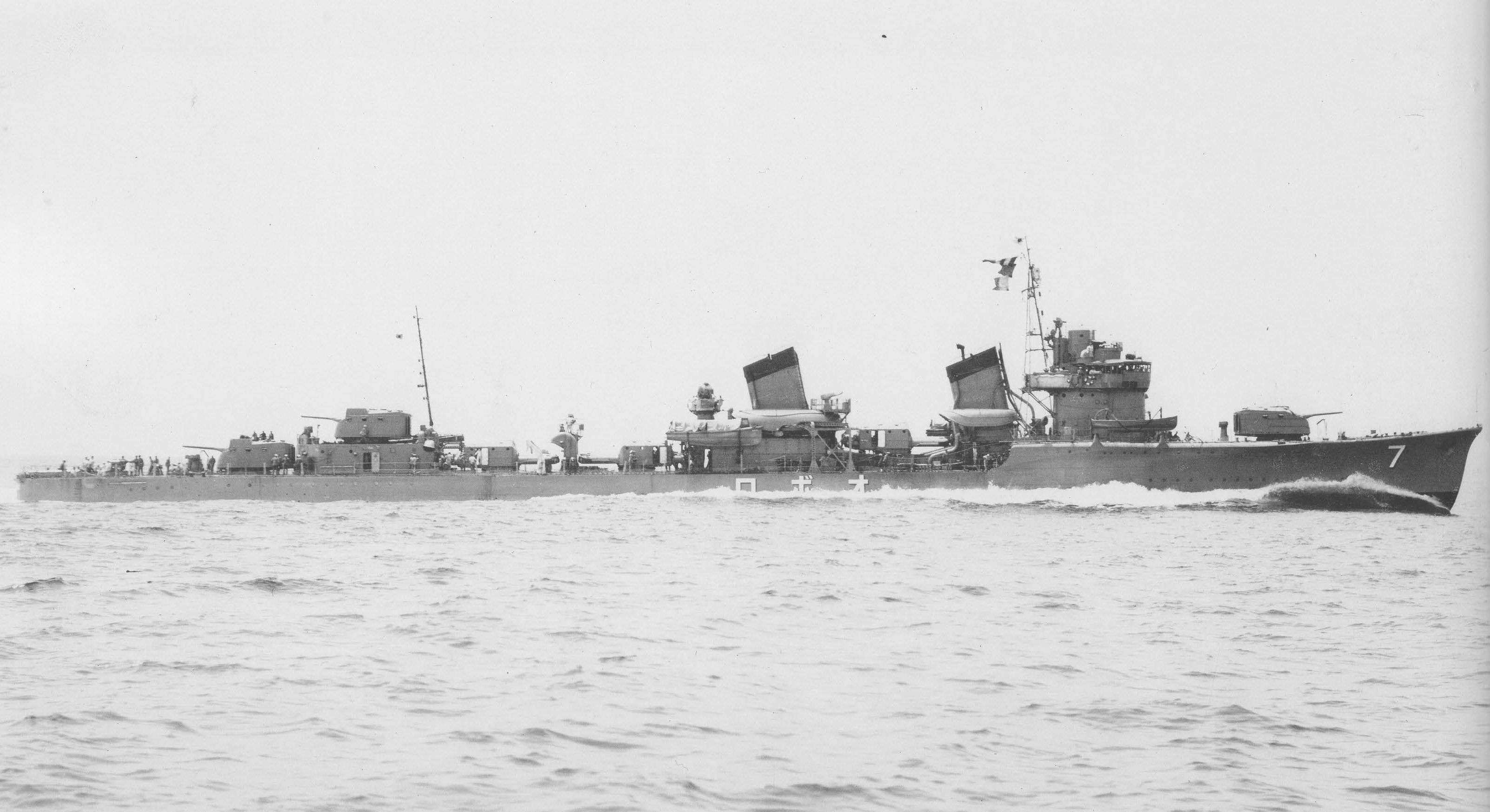
LOboro visto dalla fiancata dritta: a mezzanave si possono notare il proiettore e il telemetro dei lanciasiluri

### Impianti propulsivi
L'apparato motore aveva subito un deciso potenziamento: era composto da quattro caldaie Kampon, ciascuna sviluppante una pressione di 286 psi (20,10 kg/cm²), e da due turbine a ingranaggi a vapore Kampon; a queste erano vincolati due alberi motore dotati di elica. Le caldaie erano distribuite a coppie, a loro volta montate in senso longitudinale una dietro l'altra ed espellevano ciascuna i fumi di combustione da un fumaiolo inizialmente a pianta circolare, poi squadrata. Per ultime erano posizionate, una di fianco all'altra, le turbine. Il complesso propulsore era aerato da grandi condutture sul ponte, successivamente integrate nel basamento dei fumaioli. La potenza totale erogata ammontava a 50000 shp, sufficiente a raggiungere una velocità massima di 35 nodi o 66,5 km/h. La prestazione si rivelò comunque inferiore rispetto alla specifica di 39 nodi a causa dell'aumentato peso. Le dimensioni maggiori dei Fubuki consentirono però di incrementare la scorta di olio combustibile a 500 tonnellate e portare l'autonomia a 4700 miglia con velocità di crociera a 15 nodi (8700 chilometri a 28,5 km/h). Una seconda fonte riporta che il raggio d'azione ammontava a 5000 miglia se era mantenuta un'andatura di 14 nodi (9200 chilometri a 26,6 km/h).

### Armamento

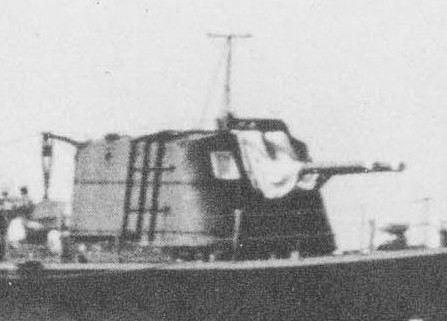
La torretta Type A con due cannoni Type 3 da 127 mm

I Fubuki erano stati pensati come piattaforme per un gran numero di armi. Rispetto alle classi precedenti la dotazione d'artiglieria era stata del tutto rivista mediante l'aumento a sei pezzi e l'adozione del nuovo cannone Type 3 da 127 mm da 50 calibri (L/50). I cannoni erano suddivisi a coppie in tre torrette (o più precisamente in tre affusti completamente chiusi), una disposta a prua e due sovrapposte a poppa: la corazzatura era limitata a 3 mm su tutti lati, utile quindi a proteggere solo da intemperie e schegge. Il cannone Type 3 sparava un proietto pesante 23 chili alla velocità iniziale di 913 m/s, con una gittata massima di oltre 18300 metri; la cadenza di tiro era di un colpo ogni 6-12 secondi. Sui Fubuki esso fu adottato in due differenti impianti: il gruppo I ebbe la torretta Type A, capace di un alzo massimo di 40°; il gruppo II passò al modello Type B che, raggiungendo i 75° di elevazione, poteva ingaggiare anche bersagli aerei. Tuttavia il brandeggio e la velocità d'alzo richiedevano troppo tempo e l'affusto si rivelò inutile in funzione contraerea. Sorsero infine alcuni problemi di dispersione quando gli impianti erano adoperati contro bersagli di superficie. Ciascuna delle tre torrette, sia Type A che Type B, era servita da un proprio magazzino munizioni sottostante, dove le granate erano preparate e dunque inviate ai serventi mediante un paranco meccanico: ciò permise di velocizzare i tempi di caricamento e ottenere un fuoco più sostenuto. Inoltre entrambi i modelli erano impenetrabili ai gas venefici. Ogni magazzino conteneva più o meno 150 proietti con relative cariche di lancio. Ogni torretta integrava sul lato sinistro un proprio telemetro e, negli anni trenta, tutte le unità aggiunsero un telemetro Type 90 da 3 metri in un piccolo ballatoio dietro e sopra la plancia.
Il vero punto di forza dei Fubuki risiedeva nel massiccio equipaggiamento silurante: nove tubi da 610 mm, organizzati in tre installazioni Type 12 a brandeggio elettrico e sistemate una tra i fumaioli su una pedana rialzata, le restanti due tra il fumaiolo posteriore e la torre d'artiglieria sopraelevata di poppa. Impiegavano l'ordigno Type 8 da 610 mm sviluppato a partire dal 1919, lungo 8,41 metri, propulso a vapore e con una testata esplosiva di 345 chili, poco meno di un settimo del peso complessivo; poteva essere lanciato alla velocità di 38, 32 o 28 nodi e raggiungere rispettivamente una portata di 9900, 15000 e 20000 metri.. Ciascun tubo aveva inoltre a disposizione una ricarica, per un impressionante totale di diciotto siluri a bordo. A partire dal 1933 iniziò il passaggio al siluro Type 90 sempre da 610 mm, ma più pesante (2 605 chili), con una testata di guerra maggiorata (375 chili) e spinto da un motorino a due cilindri alimentato a vapore e cherosene; poteva essere lanciato alla velocità di 46, 42 o 35 nodi e raggiungere rispettivamente una portata di 7000, 9900 e 15000 metri. Il Type 90 fu utilizzato con continuità fino agli ultimi mesi del 1942. I serventi addetti alle bancate di lanciasiluri ricevevano ordini da un'apposita camera di comando e combattimento, sita sopra la plancia principale, e facevano riferimento anche a un telemetro Type 14 da 2 metri, installato su un piedistallo tra i due apparati lanciasiluri di poppavia.
La difesa contraerea non era stata presa in seria considerazione e fu limitata ad appena due mitragliatrici leggere Lewis da 7,7 mm, poste all'altezza del secondo fumaiolo. Per la lotta antisommergibile furono invece aggiunti a poppa due lanciatori di bombe di profondità Type 81, rimpiazzati nella seconda metà degli anni trenta con i più moderni Type 94: ognuno era armato con nove ordigni. Infine erano trasportate fino a diciotto mine ma, al contrario delle classi precedenti, non furono riproposti gli apparati di sminamento.

## Costruzione
La classe Fubuki fu ordinata in ventiquattro unità, divenute poi venti con l'istituzione della classe Akatsuki, e i costi furono suddivisi negli anni fiscali 1923 (cinque navi), 1926 (quattro navi) e 1927 (undici navi). Secondo le convenzioni allora vigenti in seno alla Marina imperiale, i cacciatorpediniere furono battezzati con un numero e non con un nome: il primo esemplare fu dunque designato 35-Gō kuchikukan ("cacciatorpediniere Numero 35"), il secondo "cacciatorpediniere Numero 36" e così via. Questa pratica continuò sino al 1º agosto 1928, quando entrarono in vigore nuovi regolamenti che permisero di dare nomi propri anche al naviglio leggero; alla data erano stati già varati o immessi in servizio dodici esemplari, l'ultimo dei quali aveva il numero 46: esso divenne lo Shikinami e la successiva unità – l'Asagiri – fu in assoluto il primo cacciatorpediniere nipponico a non essere ordinato con un numero.
I cacciatorpediniere furono impostati tra il giugno 1926 e il febbraio 1930, varati tra il novembre 1927 e il giugno 1931 e completati tra il maggio 1928 e il maggio 1932. Alla costruzione contribuirono in primo luogo le ditte Uraga e Ishikawajima a Tokyo, che fornirono sei esemplari; cinque navi furono prodotte dall'arsenale della marina di Maizuru, quattro dai cantieri Fujinagata di Osaka e altrettanti dall'arsenale militare di Sasebo; infine un solo cacciatorpediniere fu fabbricato dal cantiere di Yokohama. I processi costruttivi fecero largo impiego della saldatura per la struttura dello scafo e per le sovrastrutture furono introdotte leghe leggere, allo scopo di contenere l'ingombro totale: tuttavia questo obiettivo non fu raggiunto. Il lungo arco di tempo e i vari siti di costruzione spiegano le differenze insite nella classe, risultato di miglioramenti apportati in corso d'opera o di piccole discrepanze nella realizzazione. La storia ufficiale giapponese dei programmi di costruzioni navali, anzi, afferma che i lavori sulla classe Fubuki furono volutamente rallentati nel 1929 allo scopo di non indurre le altre potenze a costruire cacciatorpediniere simili, preservando così il vantaggio acquisito nella categoria.

## Unità
| Nome                            | Cantiere             | Impostazione               | Varo              | Completamento              | Destino finale |
| ------------------------------- | -------------------- | -------------------------- | ----------------- | -------------------------- | --- |
| Fubuki (ex 35-Gō kuchikukan)    | Maizuru              | 16 giugno o 19 giugno 1926 | 15 novembre 1927  | 10 agosto 1928             | Affondato l'11 ottobre 1942 nella battaglia di Capo Speranza (9°06′S 159°38′E)                                      |
| Isonami (ex 39-Gō kuchikukan)   | Uraga (Tokyo)        | 18 agosto 1926             | 24 novembre 1927  | 30 giugno 1928             | Affondato il 9 aprile 1943 da un sommergibile a sud-est di Wangi-wangi, isola costiera di Celebes (5°26′S 123°04′E) |
| Shinonome (ex 40-Gō kuchikukan) | Sasebo               | 12 agosto 1926             | 26 novembre 1927  | 27 maggio o 25 luglio 1928 | Affondato il 17 dicembre 1941 da attacco aereo a ovest di Miri (4°24′N 114°00′E)                                    |
| Usugumo (ex 37-Gō kuchikukan)   | Ishikawajima (Tokyo) | 21 ottobre 1926            | 26 dicembre 1927  | 26 luglio 1928             | Affondato il 5 luglio 1944 da un sommergibile a ovest-sud-ovest di Paramushir (47°43′N 147°55′E)                    |
| Shirakumo (ex 38-Gō kuchikukan) | Fujinagata (Osaka)   | 27 ottobre 1926            | 27 dicembre 1927  | 28 luglio 1928             | Affondato il 16 marzo 1944 da un sommergibile a est di Muroran/sud di Kushiro (42°25′N 144°55′E)                    |
| Shirayuki (ex 36-Gō kuchikukan) | Yokohama             | 12 marzo 1927              | 20 marzo 1928     | 18 dicembre 1928           | Affondato il 3 marzo 1943 nella battaglia del Mare di Bismarck (7°15′S 148°30′E)                                    |
| Miyuki (ex 42-Gō kuchikukan)    | Uraga (Tokyo)        | 30 aprile 1927             | 26 giugno 1928    | 29 giugno 1929             | Affondato il 29 giugno 1934 a causa di una collisione con l'Inazuma (33°00′N 125°30′E)                              |
| Murakumo (ex 43-Gō kuchikukan)  | Fujinagata (Osaka)   | 25 aprile 1927             | 27 settembre 1928 | 10 maggio 1929             | Affondato il 12 ottobre 1942 da attacco aereo a ovest-nord-ovest dell'Isola di Savo (8°40′S 159°20′E)               |
| Hatsuyuki (ex 41-Gō kuchikukan) | Maizuru              | 12 aprile 1927             | 29 settembre 1928 | 30 marzo 1929              | Affondato il 17 luglio 1943 da attacco aereo alle isole Shortland (6°50′S 155°47′E)                                 |
| Uranami (ex 44-Gō kuchikukan)   | Sasebo               | 28 aprile 1927             | 29 novembre 1928  | 30 giugno 1929             | Affondato il 26 ottobre 1944 da attacco aereo tra le isole di Panay e Masbate (11°50′N 123°00′E)                    |
| Shikinami (ex 46-Gō kuchikukan) | Maizuru              | 6 luglio 1928              | 22 giugno 1929    | 24 dicembre 1929           | Affondato il 12 settembre 1944 da un sommergibile a sud di Hong Kong (18°16′N 114°40′E)                             |
| Ayanami (ex 45-Gō kuchikukan)   | Fujinagata (Osaka)   | 20 gennaio 1928            | 5 ottobre 1929    | 30 aprile 1930             | Affondato il 15 novembre 1942 nella battaglia navale di Guadalcanal (9°10′S 159°52′E)                               |
| Asagiri                         | Sasebo               | 12 dicembre 1928           | 18 novembre 1929  | 30 giugno 1930             | Affondato il 28 agosto 1942 da attacco aereo a nord-ovest di Savo (8°00′S 160°10′E)                                 |
| Sagiri                          | Uraga (Tokyo)        | 28 marzo 1929              | 23 dicembre 1929  | 30 gennaio 1931            | Affondato il 24 dicembre 1941 da un sommergibile a nord di Kuching (1°34′N 110°21′E)                                |
| Amagiri                         | Ishikawajima (Tokyo) | 28 novembre 1928           | 27 febbraio 1930  | 10 novembre 1930           | Affondato il 23 aprile 1944 da una mina a sud di Balikpapan (2°10′S 116°45′E)                                       |
| Yugiri                          | Maizuru              | 1º aprile 1920             | 12 maggio 1930    | 3 dicembre 1930            | Affondato il 25 novembre 1943 nella battaglia di Capo San Giorgio (4°44′S 154°00′E)                                 |
| Akebono                         | Fujinagata (Osaka)   | 25 ottobre 1929            | 7 novembre 1930   | 31 luglio 1931             | Affondato il 14 novembre 1944 da attacco aereo nella baia di Cavite (14°35′N 120°55′E)                              |
| Oboro                           | Sasebo               | 29 novembre 1929           | 8 novembre 1930   | 31 ottobre 1931            | Affondato il 17 ottobre 1942 da attacco aereo a nord-est dell'isola di Kiska (52°17′N 178°08′E)                     |
| Ushio                           | Uraga (Tokyo)        | 24 dicembre 1929           | 17 novembre 1930  | 14 novembre 1931           | Catturato danneggiato dagli Stati Uniti nell'agosto/settembre 1945, demolito nel corso del 1948                     |
| Sazanami                        | Maizuru              | 21 febbraio 1930           | 6 giugno 1931     | 19 maggio 1932             | Affondato il 14 gennaio 1944 da un sommergibile a sud-est dell'isola di Colonia, stato di Yap (5°15′N 141°15′E)     |

## Modifiche al progetto

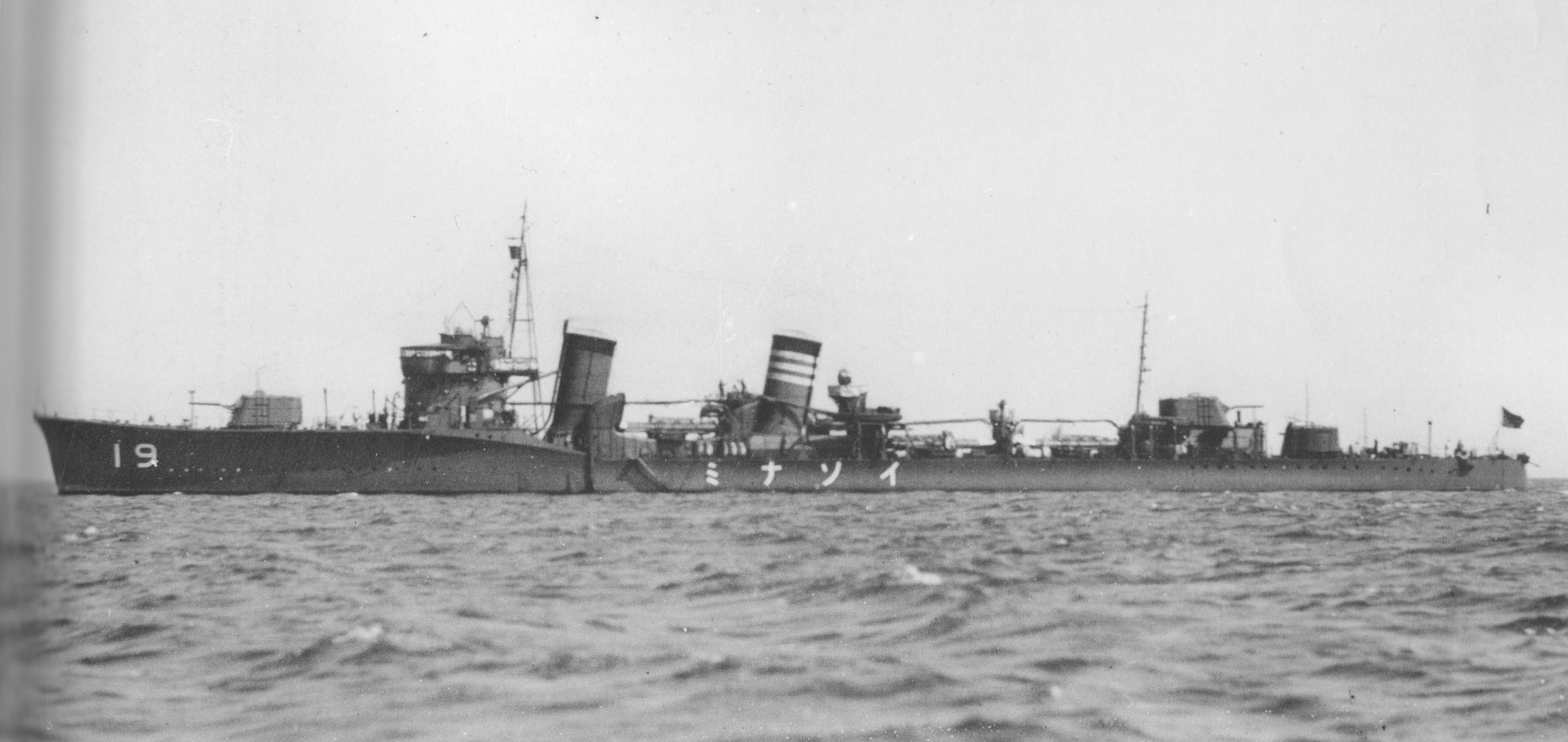
Lo Isonami come appariva dopo la ricostruzione operata a metà anni 1930

I Fubuki erano navi notevoli, ma erano afflitti da problemi di stabilità a causa dei massivi pesi in alto: l'equilibrio divenne ancora più precario con gli esemplari del gruppo II (aventi torre di comando più alta) e soprattutto con l'aggiunta a tutte le unità, nei primi anni trenta, di scudature complete ai tre apparati lanciasiluri. Il 12 marzo 1934 l'incidente della torpediniera Tomozuru, rovesciatasi durante una tempesta e poi recuperata, mise in allarme gli uffici tecnici della Marina imperiale ma non si agì abbastanza rapidamente: il 26 settembre 1935 decine di navi, riunite nella 4ª Flotta per le annuali esercitazioni combinate, furono sorprese da un violento tifone a est del Giappone. L'Hatsuyuki e lo Yugiri persero la prua fino alla torre di comando e due altri Fubuki subirono danni gravi allo scafo; sei esemplari lamentarono spaccature o fessurazioni e simili. Nessuna nave andò perduta, tuttavia divenne chiaro che era imperativa una vasta revisione per garantire tenuta e sicurezza in mare. A partire dal novembre 1935 i Fubuki cominciarono a essere estesamente modificati: la chiglia fu appesantita e furono aggiunte 40 tonnellate di zavorra; fumaioli e torre di comando furono ridotti di altezza; furono sbarcati sei dei nove siluri di ricarica (solo la bancata centrale mantenne la propria scorta) e in ogni magazzino per le torrette i proietti diminuirono a 120. Infine fu incrementata la quantità di combustibile a bordo e otto esemplari del gruppo II furono riequipaggiati con torrette Type C, già introdotte con la classe Shiratsuyu e sempre armate con i pezzi Type 3 da 127 mm, ma più leggere e con alzo massimo limitato a 55°. Al termine del processo di trasformazione, conclusosi durante il 1938, i Fubuki avevano aumentato il dislocamento a pieno carico a 2123 tonnellate al prezzo di una velocità massima un poco inferiore (34 nodi). Solo il Miyuki non poté essere sottoposto alla ricostruzione perché, il 29 giugno 1934, era colato a picco dopo una collisione con il cacciatorpediniere Inazuma.

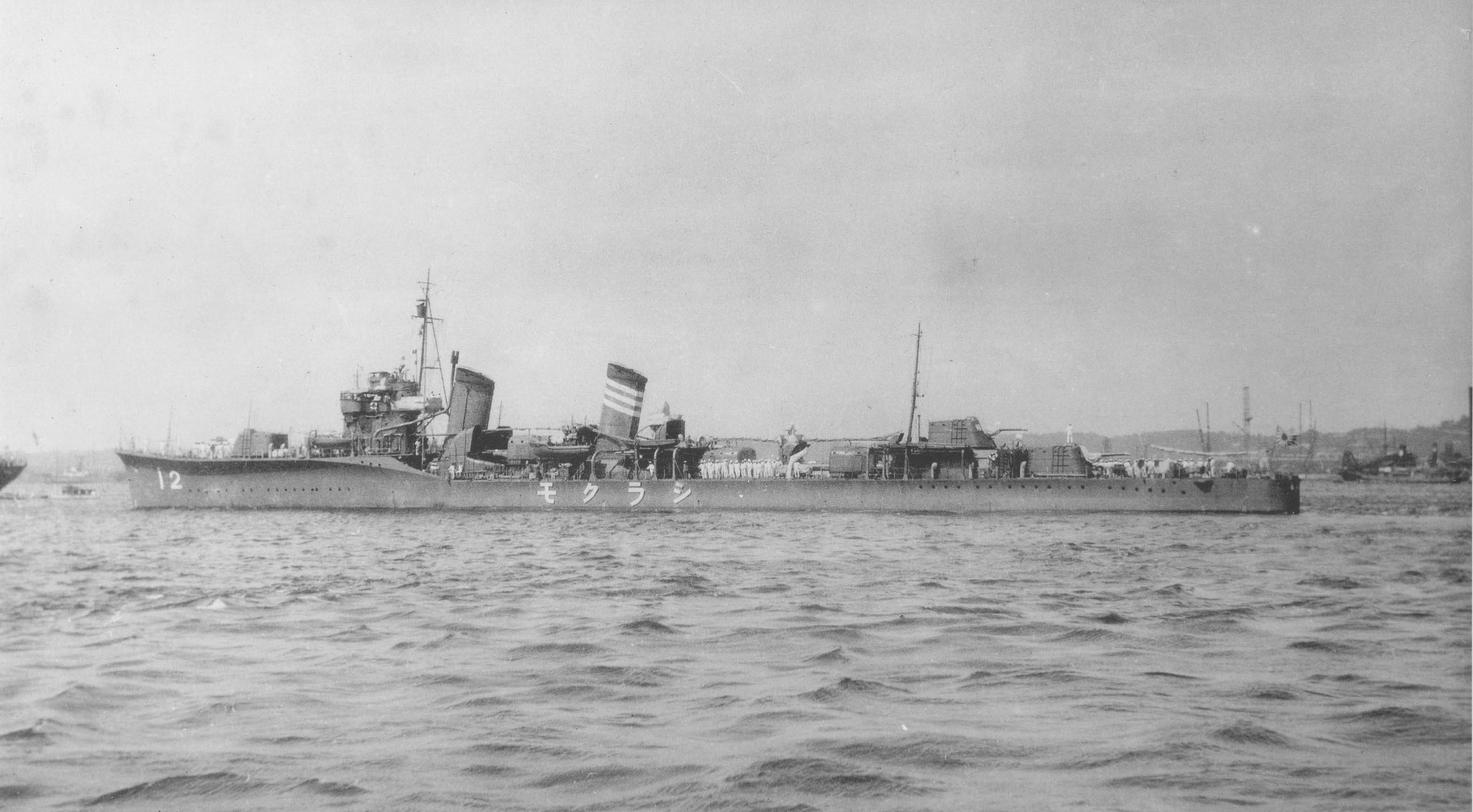
Lo Shirakumo: rilevante la concentrazione di armi nella metà posteriore dello scafo

Nel corso del rafforzamento strutturale le navi furono dotate di una o due coppie di mitragliatrici pesanti Type 93 da 13,2 mm in funzione contraerea; andarono a rimpiazzare le Lewis da 7,7 mm e furono poste in prossimità del fumaiolo posteriore. Dopo l'inizio della guerra nel Pacifico contro gli Alleati il potenziamento della contraerea continuò in maniera disordinata, mano mano che le unità attraccavano agli arsenali: in queste occasioni una parte degli esemplari fu fornita di un'installazione binata di Type 93, sistemata dinanzi al ponte di comando, poi sostituita tra la fine del 1942 e il 1943 da un impianto doppio su cannoni Type 96 da 25 mm L/60. In seguito (tardo 1943) furono introdotti affusti tripli di Type 96 e infine (1944) su supporto singolo, piazzati ovunque fosse disponibile un campo di tiro sgombro: sui Fubuki quest'ultimo tipo era di preferenza concentrato sul castello di prua e verso poppa.

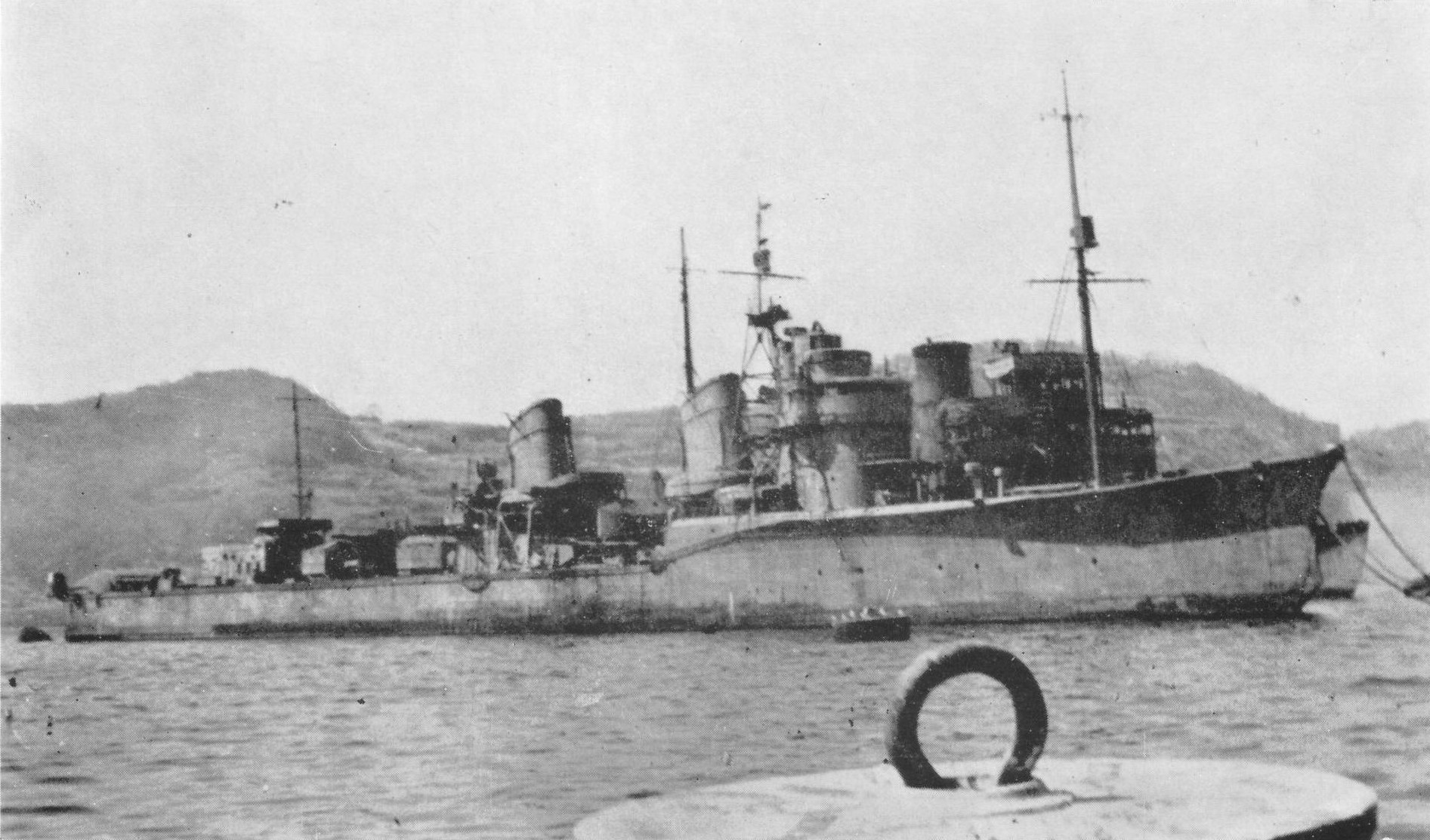
LUshio dopo la guerra, sotto controllo statunitense e spogliato delle torri d'artiglieria

La configurazione contraerea, dunque, variò molto da esemplare a esemplare e venne a dipendere strettamente dalla vita operativa. Il Fubuki ebbe solo un singolo impianto binato di Type 93 prima di essere affondato nell'ottobre 1942; il Sagiri, l'Ayanami, l'Asagiri e l'Oboro (tutti colati a picco prima della fine del 1942) ebbero due installazioni doppie ciascuno; lo Shinonome e il Murakumo rimasero limitati a due affusti singoli cadauno, mentre lo Shirayuki fu armato con sei Type 93, suddivise in due affusti binati e due individuali; l'Isonami e l'Hatsuyuki rimasero armati con tre installazioni binate di Type 93 fino alla loro distruzione (rispettivamente aprile e luglio 1943). Dall'estate-autunno di quell'anno la classe iniziò a ricevere i Type 96, rinunciando quasi sempre alle Type 93 e, nella gran parte dei casi, anche alla torre poppiera sopraelevata da 127 mm per fare spazio alle armi. Mantennero tutti i cannoni lo Yugiri (due installazioni triple su Type 96), lo Shikinami (tre installazioni triple, dieci singole) e il Sazanami, che fu equipaggiato con un solo impianto binato e che preservò due affusti doppi di Type 93. Lo Shirakumo e l'Amagiri arrivarono a montare quattro impianti tripli e uno binato; l'Usugumo e l'Uranami ebbero, in più, dieci affusti individuali e quest'ultimo aggiunse anche due impianti binati con mitragliatrici Type 93. L'Akebono e l'Ushio (gli esemplari più longevi e, il secondo, unico superstite alla fine della seconda guerra mondiale) ebbero gli scafi affollati da quattro affusti tripli, uno doppio e quindici singoli di cannoni Type 96; inoltre imbarcarono varie Type 93 da 13,2 mm – quattro individuali per l'Ushio, che rinunciò anche alla torre numero 3 di poppa, quattro singole e quattro accoppiate per l'Akebono.
Alcuni dei Fubuki furono equipaggiati con radar: il primo a riceverlo fu lo Yugiri, che al novembre 1943 montava un Type 22 in cima all'albero tripode prodiero, opportunamente rafforzato. L'apparato fu implementato anche sui cacciatorpediniere Usugumo, Shirakumo, Uranami, Amagiri, Akebono e Ushio. Il Type 22 era entrato in servizio alla fine del 1942 e presentava due antenne, più una camera di controllo costruita alla base dell'albero; nato per il combattimento di superficie, aveva un raggio massimo di poco meno di 70 chilometri ed era capace di localizzare bersagli grandi come una nave da battaglia fino a 35 chilometri: tuttavia non era abbastanza accurato per fornire dati sicuri all'artiglieria e si rivelò di utilità limitata contro la minaccia aerea. Gli esemplari che sopravvissero nella seconda metà del 1944, vale a dire l'Uranami, l'Usugumo, l'Ushio e l'Akebono, aggiunsero anche un Type 13 da ricerca aerea sull'albero di maestra. Introdotto durante il 1943 e sostanzialmente formato da una lunga antenna "a pioli", era capace di localizzare un aereo solitario entro 58 chilometri circa e una formazione a 100 chilometri circa dalla nave; il suo raggio massimo arrivava a oltre 170 chilometri.
A cominciare dalla fine del 1942 e durante il 1943 gli esemplari superstiti, progressivamente, aggiunsero a poppa due lanciatori supplementari per bombe di profondità, portando a trentasei il carico complessivo di ordigni. I lanciatori erano del modello Type 94.